# Комеморативна изложба сликарских радова Душана Влајића (1952)
Комеморативна изложба сликарских радова Душана Влајића се одржала у периоду од 17. до 31. јануара 1952. године у Уметничком павиљону „Цвијета Зузорић”.

## Организациони одбор
Комеморативну изложбу сликарских радова Душана Влајића је организовало Удружење ликовних уметника Србије уз помоћ Савета за науку и културу Владе Социјалистичке Федеративне Републике Југославије, Савета за просвету, науку и културу Социјалистичке Републике Србије и Савеза бораца Социјалистичке Републике Србије.
Организациони одбор изложбе су чинили:
- Момчило Стевановић
- Предраг Милосављевић
- Никола Граовац
- Љубица Сокић
- Сретен Докић
- Бора Грујић

## Изложена дела

### 1935—1941.
1. „Пристаниште”
2. „Девојчица”
3. „Из Жаркова I”
4. „На пијаци”
5. „Школа”
6. „Из Жаркова II”
7. „Школа у Жаркову”
8. „Воћњак у Жаркову”
9. „Трке”
10. „Железничка станица”
11. „Аутопортре”
12. „Двориште”
13. „Из Жаркова”
14. „Баба Милица I”
15. „Баба Милица II”
16. „Баба Милица III”
17. „Кола”
18. „Улица”
19. „Скица са трка”

### 1941—1945.
1. Четрдесет и девет радова са називом „Аутопортрет”
2. „Аутопортрет старца с белом брадом”
3. „Бог истине”
4. „Портрет човека са седом брадом”
5. „Портрет Ристића”
6. „Портрет учитеља Лукића”
7. „Барака са зеленим дрветом”
8. „Сликарски прибор у логору”
9. „Затворен прозор у логору”
10. „Поглед кроз бодљикаве жице”
11. „Поглед на дрвену бакару”
12. „Тамно плава бакара”
13. „Портрет риђег човека”
14. „Глава болесника”
15. „Портрет Бранка Крајиновића”
16. „Портрет Пере Стефановића”
17. „Портрет са шиљастом капом”
18. „Сликарев брат”
19. „Портрет са црном брадом”
20. „Портрет лекара”
21. „Сликар при раду”
22. „Срески начелник”
23. „Портрет младог човека”
24. „Портрет проф. Платона Димића”
25. „Поглед кроз прозор”
26. „Портрет младића (Јапанац)”
27. „Портрет Пере Стефановића”
28. „Портрет с плавим береом”
29. „Портрет Воје Јовановића”
30. „Портрет старца с наочарима”
31. „Портрет Бранка Русића”
32. „Глава# „Главе старца” старца”
33. „Портрет професора Мишића”
34. „Портрет човека с плавим очима”
35. „Портрет Пере Стефановића”
36. „Портрет старца”
37. „Портрет Животе Живановића”
38. „Портрет Бранка Крајиновића”
39. „Портрет професора Мишића”
40. „Скица за композицију Таоци”
41. „Глава старца”
42. „Бане”
43. „Скица за композицију Група у тамници”
44. „Скица за композицију Сусрет”
45. „Портрет”
46. „Портрет младића с плавом брадом”
47. „Логорска амбуланта”
48. „Отворен прозор”
49. „Поглед кроз прозор”
50. „Мртва природа са војничком опремом”
51. „Глава младића”
52. „Скица за композицију Мучење”
53. „Портрет Бранка Крајиновића”
54. „Портрет младића са плавим очима I”
55. „Портрет Воје Јовановића”
56. „Портрет младића са плавим очима II”
57. „Портрет Војише Петковића”
58. „Глава”
59. „Поглед на црвену бараку”
60. „Хармоникаш”
61. „Седећа фигура”
62. „Скица за композицију Бомбардовање”
63. „Заробљеник у црвеној кошуљи”
64. „Младић са рукама у џеповима”
65. „Скица за композицију”
66. „Портрет заробљеника са зеленим капутом”
67. „Портрет младог човека”
68. „Портрет Моме Стевановића”
69. „Дугачка барака”
70. „Портрет Вукадиновића”
71. „Две тамно љубичасте бараке”
72. „Портрет Ћосића”
73. „Портрет Предрага Стефановића”
74. „Платон Димић”
75. „Непознати заробљеник”
76. „Глава старца”
77. „Фигура”
78. „Заробљеник у шињеру”
79. „Учитељ Лукић”
80. „Професор Мишић”
81. „Заробљеник у шајкачи”
82. „Старац”
83. „Портрет непознатог”
84. „Заробљеник”
85. „Пера”
86. „Чика Воја”
87. „Воја Јовановић”
88. „Ђурђе Бошковић”
89. „Заробљеник с капом”
90. „Пушач”
91. „Чика Столе”
92. „Болесник”
93. „Мушки акт”
94. „Ђорђе Лазаревић”
95. „Ћефо”
96. „Из амбуланте”
97. „Портрет непознатог заробљеника”
98. „Даниловић”
99. „Портрет младог маринца”
100. „Александар Јовановић”
101. „Влајко Николић”
102. „Студија”
103. „Вукадиновић”
104. „Цртеж I”
105. „Цртеж II”
106. „Читање”
107. „Пок. Васковић”
108. „Гитариста”
109. „Чика Столе и сликарев брат”
110. „Сунчање”
111. „Хармоникаш Радојица”
112. „Фигура”
113. „Робље”
114. „За столом”
115. „Одмор”
116. „Поглед у вис”
117. „Архитекта Партоњић”
118. „Русић”
119. „Илија Недељковић”
120. „Станислав Винавер”
121. „Пок. Здравко Васковић”
122. „Бараке”
123. „Глава са седом брадом”
124. „Миленко Милић”
125. „Спавање”
126. „Из купатила”
127. „Константин Чепурновски”
128. „Вукашин Русић”
129. „Никола Булатовић”
130. „Фигура”
131. „Скица”
132. „Седећа фигура”
133. „Стева Обрадовић”
134. „Спавање”
135. „Портрет непознатог”
136. „Бранко Крајиновић”
137. „Одмор”
138. „Чика Воја”
139. „Професор Мишић”
140. „Бранко Крајиновић”
141. „Платон Димић”
142. „Глава болесника”
143. „Скица Сусрет”
144. „Бараке”
145. „Хармоникаш”
146. „Мома Стевановић”
147. „Две главе”
148. „Скице”
149. „Фигура са огрнутим шињелом”
150. „Радојица”
151. „Јовиша Петковић”
152. „Божа”
153. „Пера”
154. „Болничар”
155. „Сегединац”
156. „Ћосић”
157. „Вукадиновић”
158. „Сећање”
159. „Лежећа фигура”